# 大野紘平
大野 紘平（おおの こうへい、1999年〈平成11年〉8月9日 - ）は、日本のピアニスト。栃木県宇都宮市出身。東京音楽大学卒業。とちぎ未来大使。

## 経歴
※楽曲リリースはディスコグラフィ参照
小学3年生の9歳の時にピアノを始める。川上昌裕に師事。小学6年時に第12回ショパン国際ピアノコンクール地区大会（栃木）の「小学５・６年生部門」で銀賞を獲得。翌年全国大会に出場。
中学3年時には第38回ピティナ・ピアノコンペティション東日本E級で2位となり決勝大会に進出。
2015年
- 4月　宇都宮短期大学附属高等学校音楽科に入学[10][注釈 3]。

2016年
- 12月　『第7回 ヨーロッパ国際ピアノコンクール in Japan』全国大会 高校生部門 金賞受賞[11]。

2017年
- 1月　『第14回 日本ピアノ研究会 ピアノオーディション 北関東C』専門Special部門 読売新聞社賞・宇都宮市長賞 受賞[12]。
- 2月　『第8回 日本ピアノ研究会 ピアノオーディション 全国大会』Special部門 銀賞受賞[13]

2018年
- 4月　東京音楽大学 入学[14][注釈 3]。

2020年
- 2月　YouTubeチャンネル『大野紘平 こへまる』動画投稿[15][注釈 4]。

2022年
- 6月　とちぎ未来大使 就任[5][6][注釈 2] [16]

2024年
- 9月　かぬまケーブルテレビホール[注釈 5] 大ホール リサイタル開催[17]。

## 人物
- 愛称は“こへまる”[1]。
- クラシックや即興を基盤としながらジャンル問わず活動[18]
- 「音楽をきっかけに、人と人とがつながっていく感覚が好き」と語る[18]。
- 出生地の栃木県への思いが強く、「育ててもらった土地に音楽で恩返ししたい」と語る[18]
- 「何よりも生の音楽をしっかりと届けていくことが大切」と語る[19]。
- スペシャルクインテットとの共演やバレエとのコラボなど、音楽を通じたジャンル融合や多様性を重視した活動をしている[18]。[20]

## 出演

### 映画
- 出会いは奇跡（2022年9月）劇中の音楽を担当[23]

## 書籍
絵本
- 『こうへいファミリーコンチェルト』三恵社、2020年12月9日。ISBN 978-4866933160。[24][注釈 6]